# NWHL 1935/36
Die Saison 1935/36 war die dritte und letzte reguläre Saison der North West Hockey League (NWHL). Meister wurden die Seattle Seahawks.

## Modus
In der Regulären Saison absolvierten die fünf Mannschaften jeweils zwischen 39 und 40 Spiele. Für einen Sieg erhielt jede Mannschaft zwei Punkte, bei einem Unentschieden einen Punkt und bei einer Niederlage null Punkte.

## Reguläre Saison

### Tabelle
Abkürzungen: GP = Spiele, W = Siege, L = Niederlagen, T = Unentschieden, GF = Erzielte Tore, GA = Gegentore, Pts = Punkte
|                    | GP | W  | L  | T | GF  | GA  | Pts |
| ------------------ | -- | -- | -- | - | --- | --- | --- |
| Seattle Seahawks   | 39 | 19 | 14 | 6 | 100 | 86  | 44  |
| Portland Buckaroos | 40 | 18 | 14 | 8 | 88  | 67  | 44  |
| Vancouver Lions    | 40 | 18 | 17 | 5 | 125 | 117 | 41  |
| Edmonton Eskimos   | 39 | 14 | 18 | 7 | 97  | 106 | 35  |
| Calgary Tigers     | 40 | 15 | 21 | 4 | 107 | 141 | 34  |